# Heterocerus tenuis
Heterocerus tenuis är en skalbaggsart som beskrevs av Miller 1988. Heterocerus tenuis ingår i släktet Heterocerus och familjen strandgrävbaggar. Inga underarter finns listade i Catalogue of Life.